# Made (Kudu)
Made is een bestuurslaag in het regentschap Jombang van de provincie Oost-Java, Indonesië. Made telt 1766 inwoners (volkstelling 2010).